# Francisco de Ceballos y Vargas

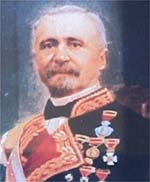
Francisco de Ceballos y Vargas

Francisco de Paula Ceballos y Vargas, 1. Marqués de Torrelavega (* 9. Oktober 1814 in Torrelavega, Kantabrien; † 9. März 1883 in Madrid) war ein spanischer Offizier der Armee und Politiker des Partido Conservador, der unter anderem zwischen 1872 und 1873 Gouverneur und Generalkapitän der Kolonie Kuba sowie von 1875 bis 1879 Kriegsminister war.

## Leben
Francisco de Paula Ceballos y Vargas trat 1833 in die Armee (Ejército de Tierra) ein, in der er als Offizier bis zu seinem Tode 1883 diente. Er nahm am Ersten Karlistenkrieg (Primera guerra carlista, 1833 bis 1840), am Spanisch-Marokkanischen Krieg (Guerra de África, 1859 bis 1860) teil und war unter anderem als Brigadegeneral (Brigadier) Kommandeur einer Brigade. Am 1. Dezember 1865 wurde er Mitglied des Abgeordnetenhauses (Congreso de los Diputados) und vertrat in diesem bis 30. Dezember 1866 die Interessen von Santander. Während des Zehnjährigen Krieges (Guerra de los Diez Años, 1868 bis 1878) wurde er am 11. Juli 1872 als Nachfolger von Blas Villate Gouverneur und Generalkapitän der Kolonie Kuba und verblieb auf diesem Posten bis zu seiner Ablösung durch Cándido Pieltaín y Jové Huervo am 18. April 1873. Nach seiner Rückkehr wurde er als Nachfolger von Arsenio Martínez-Campos am 5. Dezember 1873 während des Dritten Karlistenkrieges (1872 bis 1876) Generalkapitän und Gouverneur der Provinz Valencia und hatte dieses Amt bis zum 19. Januar 1874 inne, woraufhin Segundo de La Portilla Gutiérrez nachfolgte.
Am 2. Dezember 1875 wurde Ceballos im zweiten Kabinett von Ministerpräsident Antonio Cánovas del Castillo zum Kriegsminister (Ministro de Guerra) berufen und bekleidete dieses Amt bis zum 7. März 1879. Während dieser Zeit war er vom 1. bis 31. August 1876 sowie erneut zwischen dem 24. Februar und dem 6. April 1877 während der Abwesenheit des Amtsinhabers auch amtierender Marineminister (Ministro de Marina Interino). Nachdem er 1876 Mitglied des Senats (Senado) für die Provinz Santander war, gehörte er zwischen 1877 und seinem Tode 1883 dem Senat als Mitglied auf Lebenszeit (Senador vitalicio) an. Am 24. Oktober 1876 wurde ihm der Titel eines 1. Marqués de Torrelavega verliehen. Zuletzt wurde er für seine Verdienste zum Generalleutnant (Teniente general) befördert. In erster Ehe war er mit Maria Asunción Hornedo de Velasco und in zweiter Ehe mit Victoria Avilés y Dorticós verheiratet.